# Sirisirisi
Sirisirisi is een bestuurslaag in het regentschap Humbang Hasundutan van de provincie Noord-Sumatra, Indonesië. Sirisirisi telt 1859 inwoners (volkstelling 2010).